# Dubbelgangerwimperzwam
De dubbelgangerwimperzwam, ook wel Langharige wimperzwam, (Scutellinia crinita) is een  schimmel behorend tot de familie Pyronemataceae. Hij komt voor op rottend hout, puin, direct op de grond of op mest.

## Kenmerken
Scutellinia crinita heeft de volgende kenmerken:
- Apothecia (Vruchtlichamen): 3-8 mm in diameter, geel rood, rood tot bruinrood, verhoogde rand
- Randharen: bruin, 1200-2300 µm lang, 24-47 µm lang, 2, 3 of complex, 5-15 septaat en wanddikte: 5-7,5 µm
- Asci: 180-240 x 14–18  µm, met een lang, geleidelijk taps toelopend naar een stevige, pleurorhyncheuze basis
- Sporen: 16,5-21,2 × 11-13,8 µm (Q-getal: 1,52 - 1,64)
- sporenornamentatie: kleine wratjes met enkele verbindingen, hoogte < 0,5 µm
- Parafysen: 4-6 micron breed en bij de toppen 10-15 µm

Scutellinia crinita is macroscopisch niet te onderscheiden van Scutellinia scutellata. Beide soorten zijn op basis van een verschil in de hoogte van de sporenornamentatie te onderscheiden. Bij S. crinita tot 0,5 µm en bij S. scutellata tot 1,0 µm.

## Verspreiding
Scutellinia crinita komt voor in Europa, Noord-Amerika en er zijn enkele waarnemingen bekend uit Azië, Afrika, Zuid-Amerika en Nieuw-Zeeland.

## Foto's

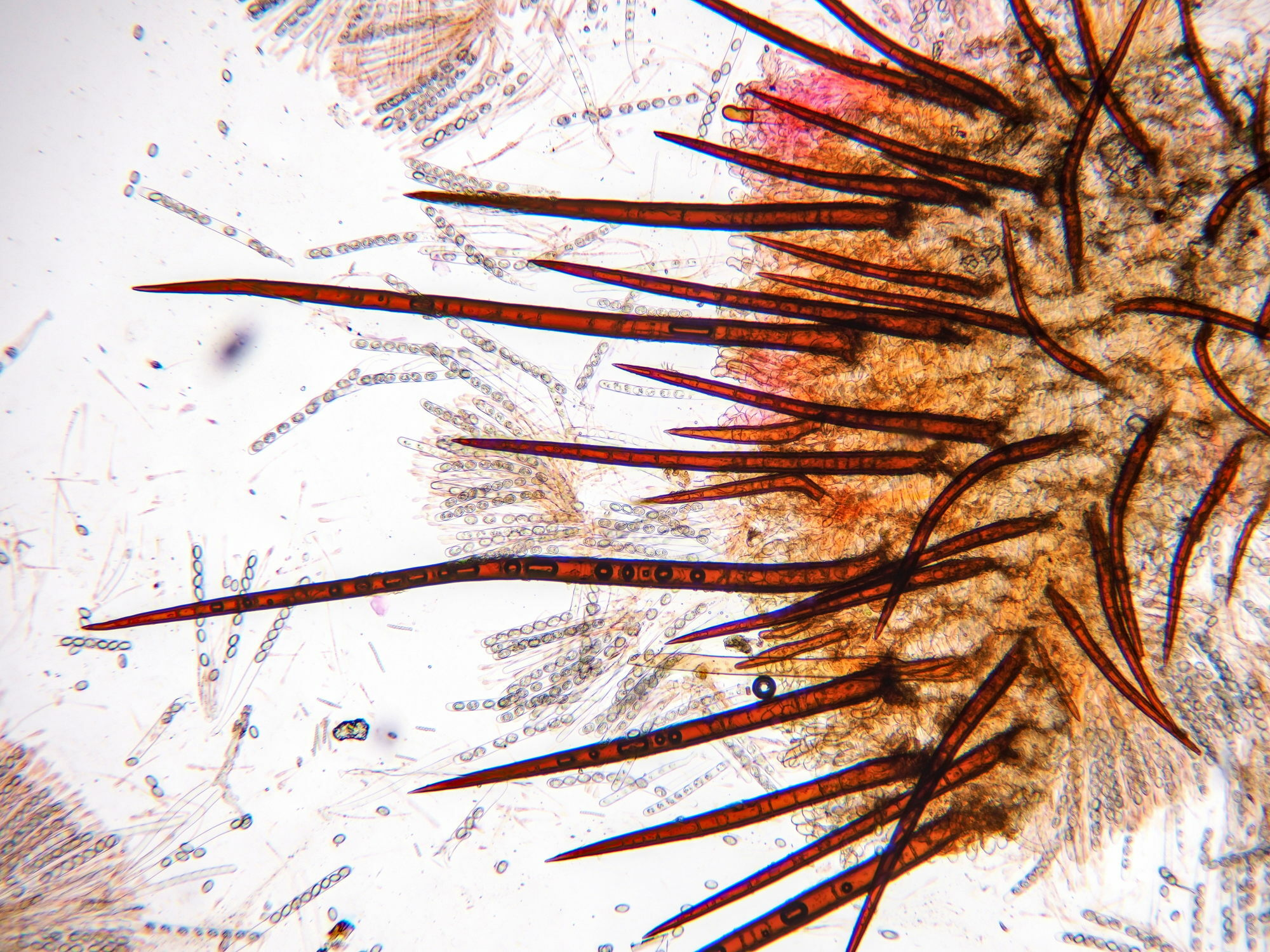
Randharen
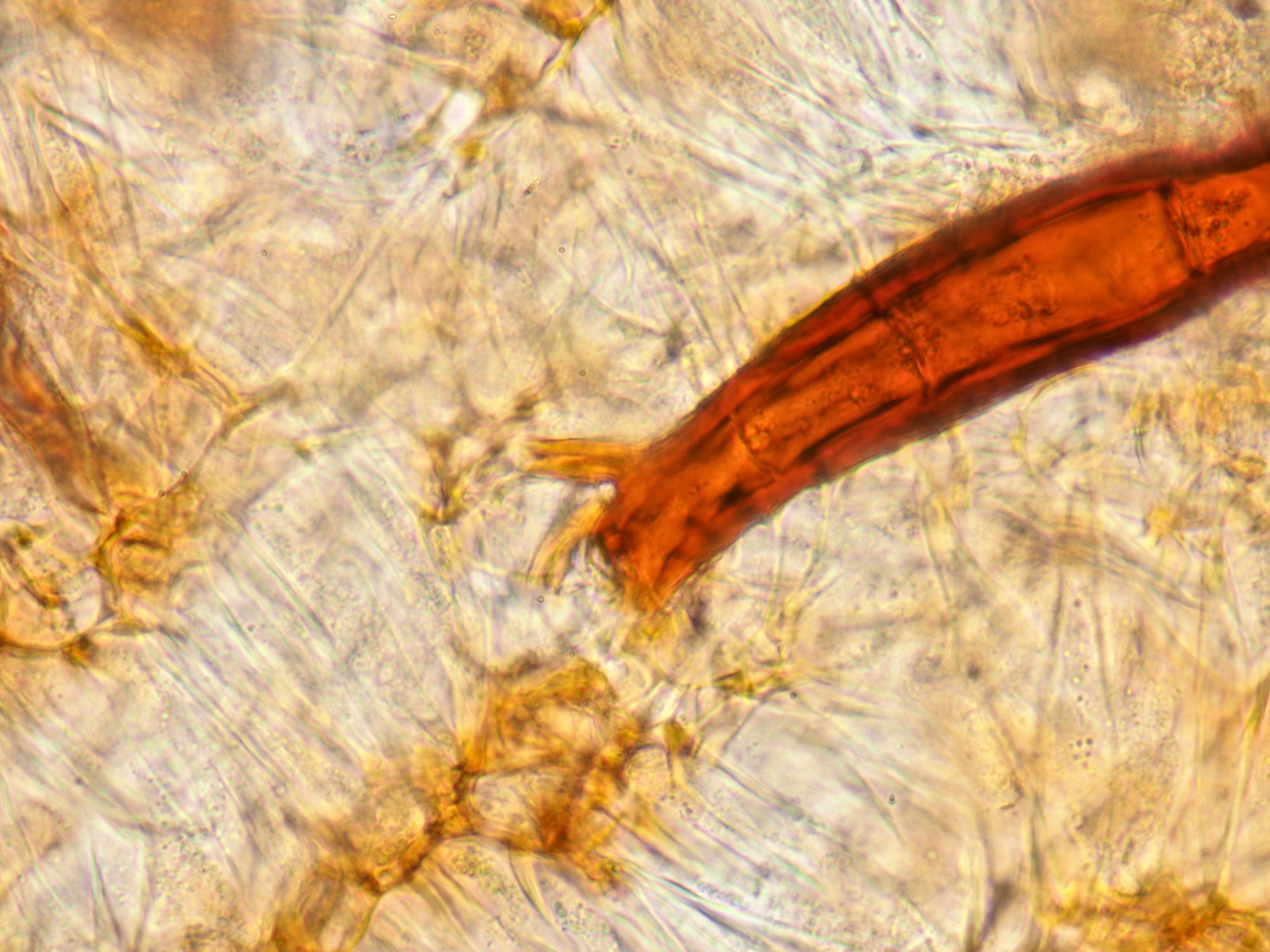
Wortels
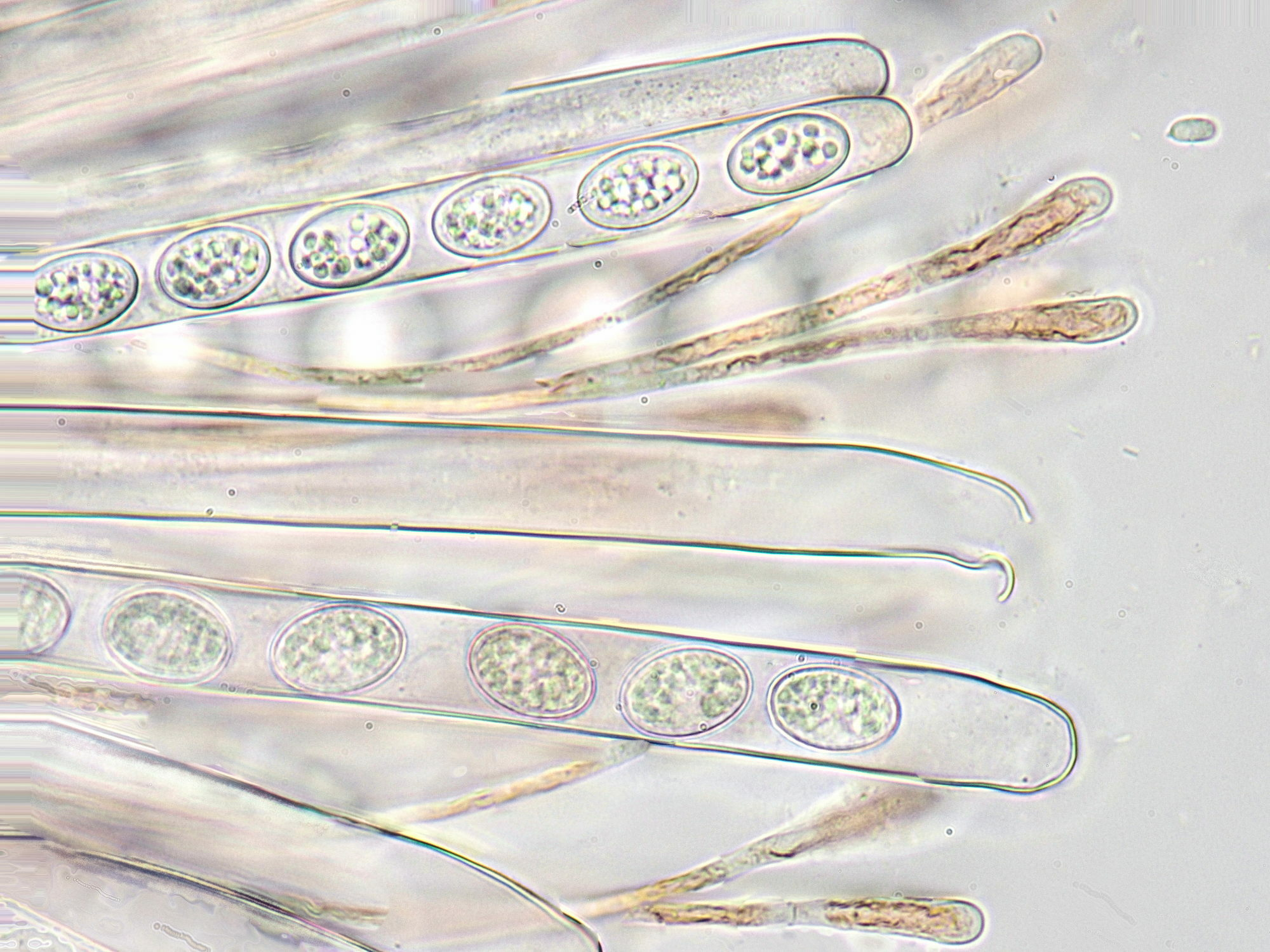
Asci met sporen en parafysen
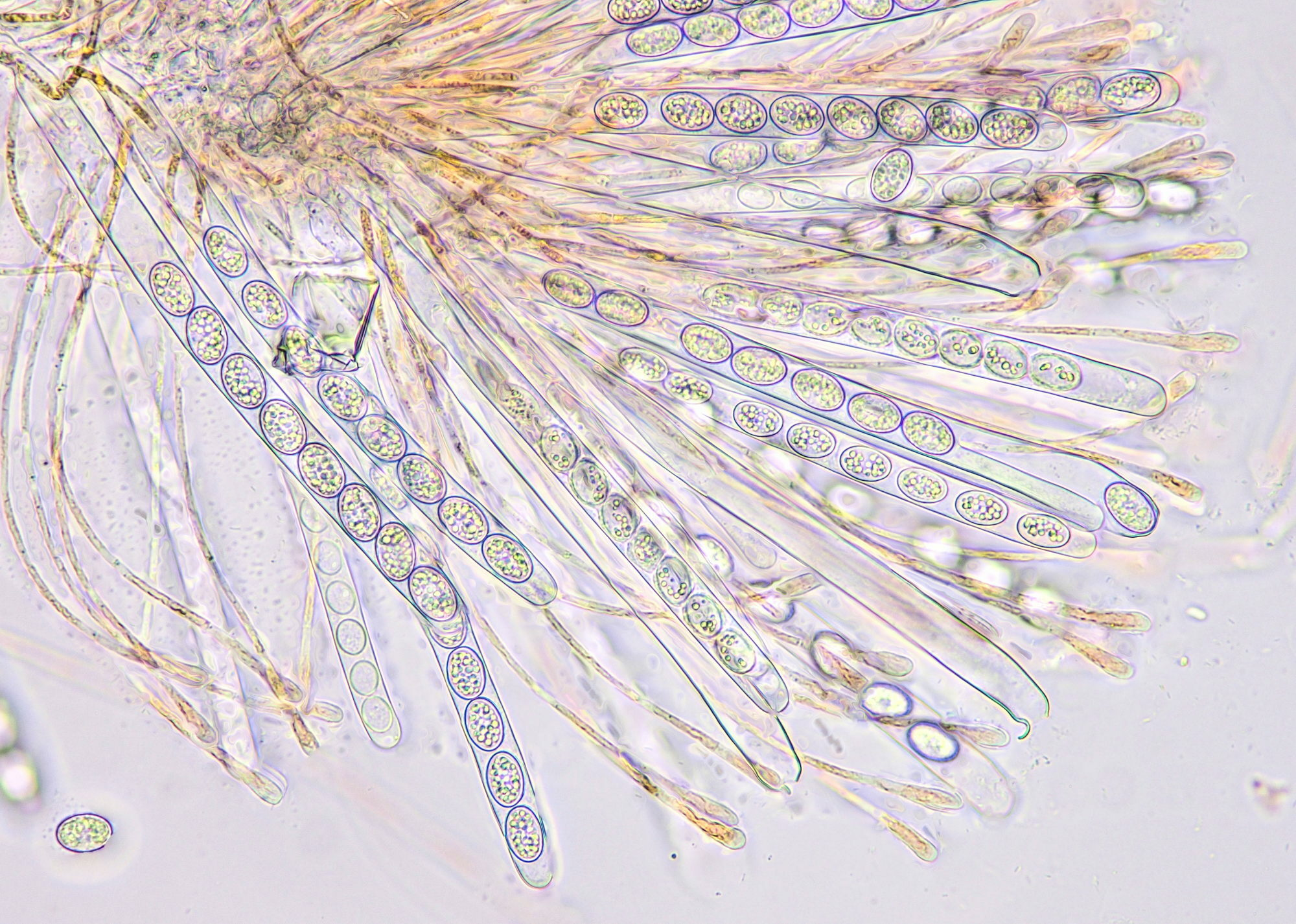
Asci